# Acuponana cincta
Acuponana cincta är en insektsart som beskrevs av Delong och Wolda 1983. Acuponana cincta ingår i släktet Acuponana och familjen dvärgstritar. Inga underarter finns listade i Catalogue of Life.